# João de Fordun
João de Fordun (em inglês: John of Fordun; Fordoun, antes de 1360 — c. 1384) foi um cronista escocês.

## Biografia
Em geral, é indicado que nasceu em Fordoun, Mearns. É certo que foi um padre secular, e que compôs sua história na última parte do século XIV; e é provável que fosse um capelão na Catedral de São Machar de Aberdeen.
O trabalho de Fordun é a primeira tentativa de escrever uma contínua história da Escócia. O zelo patriótico de Fordun foi despertado pela remoção ou destruição de muitos registros nacionais por Eduardo III e que viajou pela Inglaterra e Irlanda, coletando material para sua história.
Coletivamente, este trabalho, dividido em cinco livros, é conhecido como a Chronica Gentis Scotorum. Os três primeiros são não historicamente comprovados, o que, portanto, lança dúvidas sobre a sua exatidão, ainda que formem também a base sobre a qual Hector Boece e George Buchanan mais tarde basearam alguns de seus escritos históricos, muitos dos quais foram considerados por Thomas Innes como duvidosos em seu Critical Essay (i, pp. 201–2,4). Os livros quatro e cinco contêm informações muito valiosas, e tornarem-se mais autênticos quanto mais perto se aproximam do tempo do próprio autor. O livro cinco termina com a morte do rei Davi I em 1153.
Além destes cinco livros, publicados aproximadamente em 1360, Fordun também escreveu parte de outro livro, e os materiais coletados para dar continuidade à história até um período posterior. Estes materiais foram usados por um continuador que escreveu em meados do século XV, e que é identificado como Walter Bower, abade do mosteiro de Inchcolm. As adições de Bower formam onze livros, e dão continuidade à narrativa até a morte do rei Jaime I em 1437. De acordo com o costume da época, o continuador não hesitou em interpolar parte do trabalho de Fordun, com suas próprias adições, e toda a história assim compilada é conhecida como a Scotichronicon.
A primeira edição impressa do trabalho de Fordun foi a de Thomas Gale em seu Scriptores quindecim (vol. iii), que foi publicado em 1691. Isto foi seguido pela edição de Thomas Hearne (5 vol.) em 1722. Todo o trabalho, incluindo a continuação de Bower, foi publicado por Walter Goodall em Edimburgo em 1759. Em 1871 e 1872 a crônica de Fordun, no original em latim e em uma tradução inglesa, foi editada por William Forbes Skene em The Historians of Scotland. O prefácio a esta edição reúne todos os dados biográficos e dá referências completas para manuscritos e edições.